# آسیاب قطب‌آباد
آسیاب قطب‌آباد یکی از آسیاب‌های تاریخی متعلق به دورهٔ قاجاریه است. سنگ‌های این آسیاب به وسیلهٔ آب چشمهٔ قدیمی «بخون» که از روستای علویه جهرم سرچشمه می‌گیرد، به حرکت درمی‌آمده‌است. این بنا به شمارهٔ ۱۵۵۷۰ در تاریخ ۱۷ خرداد ۱۳۸۵ به ثبت آثار ملی ایران رسیده‌است.